# Deutsche Paintball Liga
Die Deutsche Paintball Liga, kurz  DPL, ist die größte europäische Liga für Turnierpaintball. Sie ist in den Verband der „United Paintball Federation“ (UPBF) und die „European Paintball Federation“ (EPBF) eingegliedert und ist Teil des europäischen Ligensystems „United European Paintball Leagues“ (UEPL).
Die Deutsche Paintball Liga wurde 2003 gegründet. Durch den Zusammenschluss 2005 mit der GPPL entstand die 1. Bundesliga.

## Entwicklung
Im Jahr 2007 folgte der Beitritt der „Deutschen Nachwuchs Liga“ (DNL) und der „Deutschen Amateur Liga“ zur Deutschen Paintball Liga. Die DPL gilt derzeit als größte nationale Paintball Liga Europas.
In Deutschland berichtet seit 2007 der Regionalsender Rhein-Main-TV und seit 2008 der Sportsender Eurosport über die Spieltage der Ersten Bundesliga. Seit 2008 wird die 1. und 2. Bundesliga als Livestream im Internet übertragen.

## DPL Sommer
In der DPL Sommer wird der deutsche Paintball Meister ausgespielt. Ab 2014 wird die Liga dabei in acht Spielklassen ausgetragen. Die einzelnen Spielklassen sind dabei durch ein Auf- und Abstiegssystem miteinander verbunden.
| Liga          | Spielformat              | Divisionen | Aufsteiger | Absteiger |
| ------------- | ------------------------ | ---------- | ---------- | --------- |
| 1. Bundesliga | X-Ball (5 Spieler)       | 1          | -          | 3         |
| 2. Bundesliga | X-Ball (5 Spieler)       | 1          | 3          | 4         |
| 3. Bundesliga | X-Ball (5 Spieler)       | 2          | 2          | 4         |
| Regionalliga  | X-Ball (5 Spieler)       | 4          | 2          | 2         |
| Oberliga      | X-Ball (5 Spieler)       | 4          | 2          | 4         |
| Verbandsliga  | X-Ball (5 Spieler)       | 8          | 2          | 2         |
| Landesliga    | Hit the Base (5 Spieler) | 12         | 2          | -         |
| Bezirksliga   | Hit the Base (3 Spieler) | 16         | -          | -         |

Eine Qualifikation für die „European Amateur Finals“ (EP5)  und den „DPL-Pokal“ ist neben dem Aufstieg in die nächsthöhere Liga ebenfalls möglich.
Die Paintballs müssen in der Bezirks-, Landes-, Verbands- und Oberliga direkt am Sportplatz erworben werden. In den höheren Ligen ist es zulässig und üblich Paintballs von einem beliebigen Händler zu verwenden.

## DPL Winter
Zusätzlich zu der im Sommer ausgetragenen deutschen Meisterschaft findet jährlich an drei Spieltagen an mehreren Austragungsorten noch eine Winter-Liga statt. Die besten zwei Mannschaften dieser Spieltage qualifizieren sich wiederum für das Finale.

## Meister der Deutschen Paintball Liga

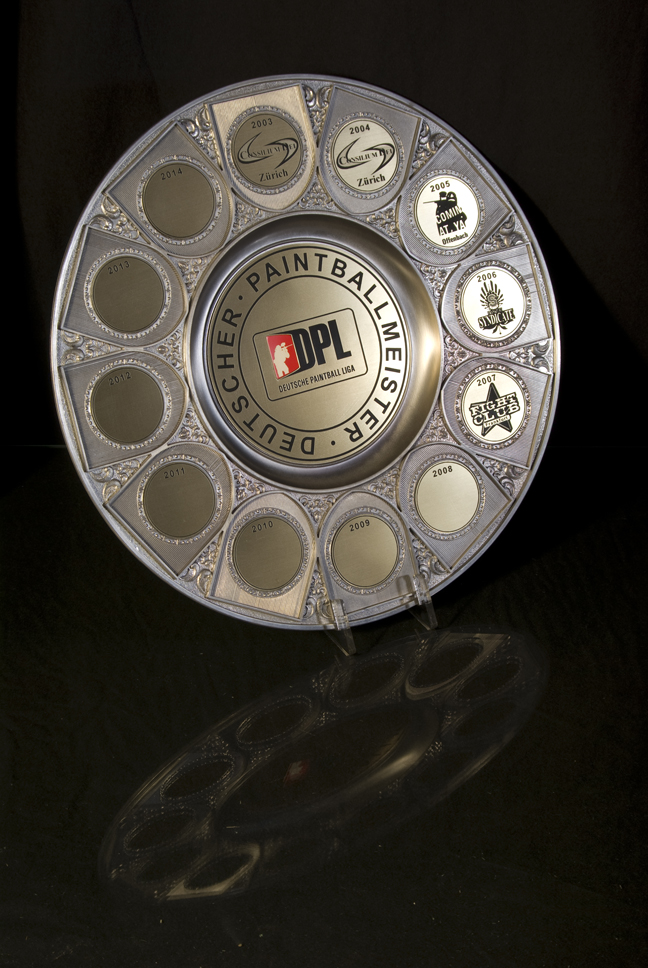
DPL Meisterschale

Folgend sind hier die Meister der Deutschen Paintball Liga ab 2003 aufgelistet:
- 2003 Consilium dei Zurich
- 2004 Consilium dei Zurich
- 2005 Offenburg Comin’ at Ya
- 2006 Frankfurt Syndicate
- 2007 2die4 Fight Club
- 2008 Frankfurt Syndicate
- 2009 Frankfurt Syndicate
- 2010 Ramstein Instinct
- 2011 Breakout Spa
- 2012 Frankfurt Syndicate
- 2013 Frankfurt Syndicate
- 2014 Offenburg Comin’ at Ya
- 2015 Offenburg Comin’ at Ya
- 2016 Breakout Spa
- 2017 Cologne Hurricanes
- 2018 Breakout Spa
- 2019 Breakout Spa
- 2020 Breakout Spa
- 2021 Breakout Spa